# Franz Pappus
Franz Pappus fue un benedictino alemán del siglo XVIII, barón de Trazberg y abad de Agia la Rica.

## Obra
Escribió: Scholasticum personae ecclesiasticae pro foro poli et soli breviarium (Augsburgo, 1733)